# اسیکویو، سرفلیکوچیزا
اسیکویو، سرفلیکوچیزا (به لاتین: Acıkuyu, Şereflikoçhisar) یک  Köy  در ترکیه است که در ankara province واقع شده‌است.